# 2005年アジア野球選手権大会
2005年アジア野球選手権大会は、2005年（平成17年）5月19日から5月22日にかけて宮崎県宮崎市で行われた。

## 概要
この大会は、同年オランダで開催される、第36回IBAFワールドカップのアジア予選も兼ねておこなわれ、上位4カ国が出場する。今回の日本代表はアマチュア選手のみで編成された。

### 参加国
- 日本（開催国）

- 韓国
- チャイニーズタイペイ
- 中華人民共和国
- フィリピン
- タイ（第6回アジアンカップ優勝国）
  -  パキスタン（辞退）

## 予選リーグ

### グループA
| 順位 | チーム         | 勝 | 負 | 勝率 |
| ---- | -------------- | -- | -- | ---- |
| 1    | 日本           | 2  | 0  | 1.00 |
| 2    | 中華人民共和国 | 1  | 1  | .500 |
| 3    | フィリピン     | 0  | 2  | .000 |

| 2005年5月19日 11:00 | 日本 | 7 - 0 | フィリピン | サンマリンスタジアム宮崎 |
| 2005年5月19日 11:00 |      |       |            | サンマリンスタジアム宮崎 |

| 2005年5月20日 15:00 | フィリピン | 0 - 22 (F/7) | 中華人民共和国 | サンマリンスタジアム宮崎 |
| 2005年5月20日 15:00 |            |              |                | サンマリンスタジアム宮崎 |

| 2005年5月21日 15:00 | 中華人民共和国 | 3 - 10 | 日本 | サンマリンスタジアム宮崎 |
| 2005年5月21日 15:00 |                |        |      | サンマリンスタジアム宮崎 |

### グループB
| 順位 | チーム               | 勝 | 負 | 勝率 |
| ---- | -------------------- | -- | -- | ---- |
| 1    | チャイニーズタイペイ | 2  | 0  | 1.00 |
| 2    | 韓国                 | 1  | 1  | .500 |
| 3    | タイ                 | 0  | 2  | .000 |

| 2005年5月19日 15:00 | チャイニーズタイペイ | 14 - 0 (F/7) | タイ | サンマリンスタジアム宮崎 |
| 2005年5月19日 15:00 |                      |              |      | サンマリンスタジアム宮崎 |

| 2005年5月20日 11:00 | タイ | 2 - 22 (F/7) | 韓国 | サンマリンスタジアム宮崎 |
| 2005年5月20日 11:00 |      |              |      | サンマリンスタジアム宮崎 |

| 2005年5月21日 11:00 | 韓国 | 2 - 3 | チャイニーズタイペイ | サンマリンスタジアム宮崎 |
| 2005年5月21日 11:00 |      |       |                      | サンマリンスタジアム宮崎 |

## 順位決定戦

### 5位決定戦
| 2005年5月22日 14:00 | フィリピン | 8 - 2 | タイ | ひむかスタジアム |
| 2005年5月22日 14:00 |            |       |      | ひむかスタジアム |

### 3位決定戦
| 2005年5月22日 11:00 | 中華人民共和国 | 4 - 3 | 韓国 | サンマリンスタジアム宮崎 |
| 2005年5月22日 11:00 |                |       |      | サンマリンスタジアム宮崎 |

### 決勝
| 2005年5月22日 15:00 | 日本 | 11 - 2 | チャイニーズタイペイ | サンマリンスタジアム宮崎 |
| 2005年5月22日 15:00 |      |        |                      | サンマリンスタジアム宮崎 |

## 順位表
| 順位 | チーム               |
| ---- | -------------------- |
| 1    | 日本                 |
| 2    | チャイニーズタイペイ |
| 3    | 中華人民共和国       |
| 4    | 韓国                 |
| 5    | フィリピン           |
| 6    | タイ                 |

- 日本、チャイニーズタイペイ、中国、韓国が第36回IBAFワールドカップに出場。

| 2005年アジア野球選手権大会優勝国 |
| -------------------------------- |
| · 日本                           |